# Sellafield
Sellafield (früher Windscale oder auch Windscale Works) ist ein britischer Nuklearkomplex an der Irischen See in der Grafschaft Cumbria in Nordwestengland.
Windscale war und ist die größte Nuklearanlage in Großbritannien. Sie gilt als Produktionsstätte für das frühere britische Kernwaffenprogramm und besteht aus vielen verschiedenen nuklear-technischen Anlagen (siehe der Abschnitt Kernanlagen). Windscale diente von Anfang an auch dem zivilen Nuklearprogramm Großbritanniens.
Auf dem Gelände befindet sich außerdem das Kernkraftwerk Calder Hall, das als erstes westliches Kernkraftwerk ab dem Jahr 1956 Strom in das National Grid einspeiste. In der Sowjetunion ging kurz davor (1954) das kommerzielle Kernkraftwerk Obninsk in Betrieb.
Mit Windscale und Calder hat Großbritannien seinen eigenen Schritt in das Atomzeitalter begonnen, da das Land Auswege aus dem Verbrauch von fossilen Brennstoffen (primär Kohle zum damaligen Zeitpunkt) suchte.
Der Komplex hat sich im Laufe der Jahrzehnte ständig verändert. Ab etwa 1980 wurden auch zivile Dienstleistungen außerhalb Englands angeboten, z. B. auch für Deutschland im Rahmen der friedlichen Nutzung der Kernenergie.

## Geschichte

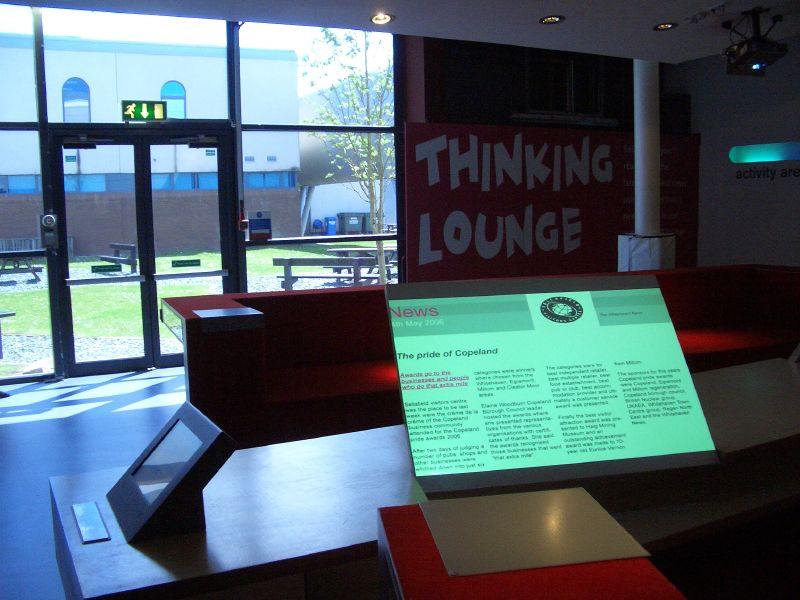
Das ehemalige Besucherzentrum von Sellafield (2006)

Großbritannien war zusammen mit den USA im Rahmen des Manhattan-Projekts an der Entwicklung einer Atombombe beteiligt. Bereits ab ca. 1940 war Großbritannien mit dem Tube Alloys und MAUD-Komitee wissenschaftlich und politisch über die militärische Nutzung der Kernenergie unterrichtet. Zahlreiche britische Wissenschaftler (z. B. Otto Frisch) waren in den USA und auch Kanada (Chalk River) an der Forschung und Entwicklung beteiligt. Das Ergebnis der Aktivitäten war die am 16. Juli 1945 getestete (Plutonium-basierte) Atombombe unter dem Namen Trinity nahe Alamogordo. Mit dem Ende des Zweiten Weltkriegs kam es auch zu Veränderungen in den Beziehungen zwischen den beiden Nationen.
Großbritannien wurde unilateral durch den US-amerikanischen McMahon Act aus dem Jahr 1946 vom Wissen und der Forschung zu Kernwaffen ausgeschlossen. Der ehemalige Premier Clement Attlee startete folglich unter der Schirmherrschaft des ehemaligen Ministry of Supply die britische Nuklearindustrie mit einer Doppelnutzung für zivile und militärische Zwecke. Dafür war, neben anderer Expertise, ein Produktionskomplex notwendig, welcher als Seascale gegründet wurde. Die ersten Anlagen (Kernreaktoren und Nuklearchemie) entstanden kurz nach dem Zweiten Weltkrieg auf dem Gelände einer ehemaligen Munitionsfabrik.
Die Leitung der Industrial Group hatte damals Sir Christopher Hinton. Für Windscale war jedoch primär die Production Group zuständig. Weitere Spezialanlagen (Labore, Produktionsanlagen etc.) wurden ebenfalls im Land gegründet.
Das o. g. britische Programm war für rund 12 Jahre eigenständig von den USA. Am 8. November 1957 testete Großbritannien seine erste erfolgreiche thermonukleare Kernwaffe als Teil einer Testserie im Pazifik bei Malden und der Weihnachtsinsel.
Folglich kam es nach einer Änderung des US Atomic Energy Act von 1946 (viz. McMahon Act), welcher zu dem noch heute gültigen (mit Veränderungen) Atomic Energy Act of 1954 wurde. (Siehe auch U.S. Code Titel 42 Division A.) Es kam zu einer erneuten politischen Vereinbarung zwischen den beiden neuen Atommächten, dem sog. Mutual Defence Agreement (MDA) aus dem Jahr 1958, welches als Teil der „Special Relationship“ verstanden wird.
Der Komplex Windscale war damals eher unbekannt. Es gab jedoch offizielle Dokumentationen (HMSO) ab ca. 1950. In dem Jahr 1957 kam es bei einem der beiden frühen Reaktoren zu einem Unfall (siehe Windscale Brand), wobei der Komplex in die Öffentlichkeit rückte.
Ab den 1970er Jahren wurden große Teile von Windscale mit der organisatorischen Ausgründung der British Nuclear Fuels (BNFL) von dieser verantwortet und verwaltet.
Um 1981 wurde aus Windscale der (größtenteils kommerzielle) Komplex Sellafield, welcher für internationale Kunden, darunter auch Deutschland, diverse Dienstleistungen anbot und erbrachte, z. B. die Nachbehandlung der radioaktiven Spaltprodukte (Vitrifikation).

### Bezeichnungen (Namen)
Einige der verwendeten Bezeichner (Namen) sind von Ortschaften oder der geographischen Lage abgeleitet. Der River Ehen mündet am Rande der Anlage ins Meer und der River Calder fließt durch das Gebiet der Anlage, bevor er dort ebenfalls ins Meer mündet. Die Anlage liegt beim Dorf Seascale in der Unitary Authority Cumberland.

## Organisation
Alle Angaben Stand 2023.
Die Zuständigkeit für die Kernforschung (und damit auch Windscale) hatte seit 1954 die United Kingdom Atomic Energy Authority (UKAEA). Der Betreiber der Anlage ist heute die Sellafield Ltd, ein Unternehmen der Nuclear Decommissioning Authority (NDA).

### Leitung
Der Vorstand von Sellafield Ltd ist Tony Meggs. Interim Chief Executive Officer ist Euan Hutton. Es arbeiten rund 11.000 Menschen aktiv an der Anlage und weitere 40.000 in der Zulieferindustrie.

### Sicherheit
Der Anlagenkomplex wird von der Civil Nuclear Constabulary, einer Polizeieinheit für Nuklearanlagen in Großbritannien, überwacht und kontrolliert.
Sellafield, wie auch andere nukleare Anlagen in Großbritannien, werden von der Atomaufsichtsbehörde Office for Nuclear Regulation (ONR) reguliert.

## Kernanlagen

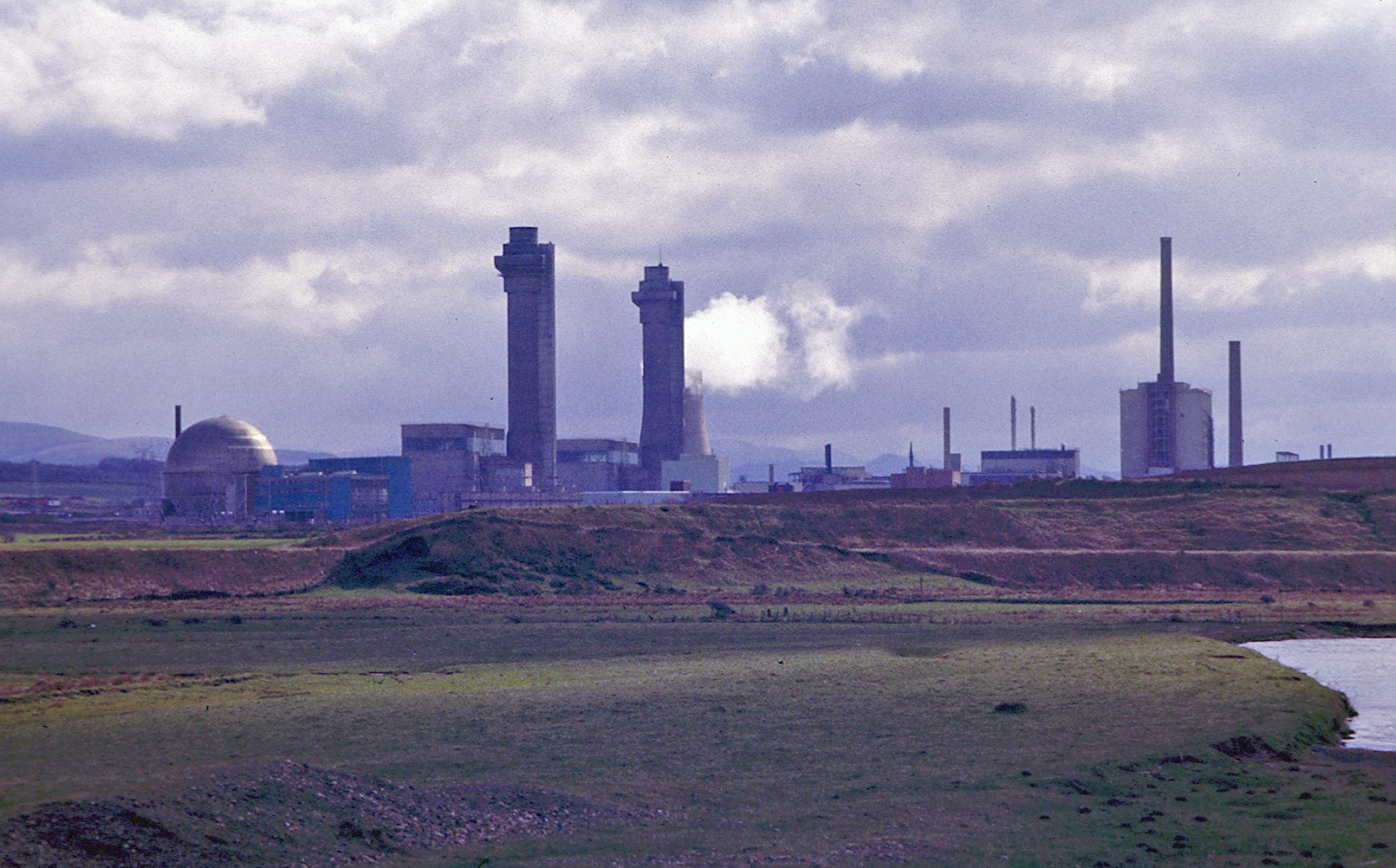
Altes Foto der beiden Windscale Reaktoren 1+2. Die Kugel links ist der WAGR.

Auf dem Gelände befinden sich nebst den Kernreaktoren (s. u.), die kerntechnische Anlagen:
- Windscale Vitrification Plant, eine Verglasungsanlage für hochradioaktive Abfälle („HAW“),
- die Wiederaufarbeitungsanlage B204 (Primary Separation Plant, der Vorgänger von B205),
- die Wiederaufarbeitungsanlage B205 (Magnox Reprocessing Plant) zur Verarbeitung abgebrannter Brennelemente aus den britischen Magnox-Reaktoren,
- die Wiederaufarbeitungsanlage MOX Demonstration Facility (MDF) ab 1993,[10]
- THORP, die Anlage zur Wiederaufarbeitung oxidischer Brennstoffe aus britischen (AGR) und aus ausländischen Reaktoren (u. a. Deutschland, siehe Chronologie weiter unten),
- Sellafield MOX Plant (SMP) zur Herstellung von Uran/Plutonium-Mischoxid-Brennelementen.
- die neue Anlage Silo Maintenance Facility (neben Throp), zur Vorbereitung der Entsorgung von hochradioaktiven Abfällen,[11]
- Verschiedene Speicher und Abklingbecken
- Die Anlagen bzw. Labore Central und Windscale Laboratory des Unternehmens National Nuclear Laboratory (NNL)
- Verschiedene Filter- und Reinigungsanlagen zum Schutz der Umgebung und Umwelt (siehe Maßnahmen unten)

## Kernreaktoren

### Produktionsreaktoren
Die auch unter dem Begriff „Pile 1“ bzw. „Pile 2“ bekannt gewordenen, luftgekühlten graphitmoderierten Windscale-Reaktoren (auch genannt British Production Piles) waren die erste britische Produktionsanlage zur Herstellung des benötigten waffenfähigem Plutonium-239. Sie wurde für das britische Kernwaffenprogramm in den späten 1940er-Jahren errichtet. Zwischen den beiden Reaktoren (Pile 1 und 2) befand sich das Abklingbecken für abgebrannte Brennelemente sowie eine erste Wiederaufarbeitungsanlage, welche mit dem gesammelten Wissen in der Nuklearchemie aufgebaut wurde.
Am Standort existieren, unabhängig von Calder Hall, die Kraftwerksblöcke:
| Reaktorblock                                 | Reaktortyp   | Netto- leistung | Brutto- leistung | Baubeginn        | Netzsyn- chronisation | Kommerzieller/Militärischer Betrieb | Abschaltung   |
| -------------------------------------------- | ------------ | --------------- | ---------------- | ---------------- | --------------------- | ----------------------------------- | ------------- |
| Windscale Reaktor 1                          | Graphit/Luft | n. b.           | n. b.            | 1947–50          | n. r.                 | 1951                                | 1957          |
| Windscale Reaktor 2                          | Graphit/Luft | n. b.           | n. b.            | 1947–50          | n. r.                 | 1952                                | 1957          |
| Windscale Advanced Gas-Cooled Reactor (WAGR) | AGR          | 24 MW           | 36 MW            | 1. November 1958 | 1. Februar 1963       | 1. März 1963                        | 3. April 1981 |

### Spaltbares Material
Das kernwaffenfähige Plutonium aus Windscale war für die Atomic Weapons Establishment (AWE) bestimmt. Es befinden sich heute noch große Mengen des Kernbrennstoffs Plutonium aus der Wiederaufarbeitung von kommerziellen Brennstoffen am Standort.

### Windscale Reaktor Brand
Einer der Reaktoren wurde durch einen speziellen Effekt (vgl. Wigner-Energie) unreparierbar beschädigt. Beide Reaktoren wurden gestoppt und der Betrieb eingestellt. Der Unfall wurde retrospektiv als INES 5 („ernster Unfall“) eingestuft. Damit wurde Windscale auch international bekannt unter dem Stichwort Windscale-Brand. Die ersten Reaktoren waren technische Vorreiter vom Typ Calder Hall, der das genannte Problem bereits technisch gelöst hatte. Letzteres Kernkraftwerk lieferte über mehrere Jahrzehnte problemlos Strom ins Netz.

## Umbau und Rückbau der Anlagen
Als erste Anlage wurde der WAGR-Reaktor nach einer Rückbaukampagne von über 20 Jahren im Mai 2011 außer Betrieb genommen.
Bis in das Jahr 2018 wurde mit dem Thermal Oxide Reprocessing Plant (Thorp) die Wiederaufbereitung von ausländischen Brennelementen bedient und schließlich beendet. Zu den Kunden zählten Italien, Japan, Schweiz, Deutschland und die Niederlande. Für den Transport und Rücktransport ist die Nuclear Transport Solutions (NTS) zuständig. Sie gehört zur NDA. Bis 2070 soll THORP für das Lagern von Brennelemente genutzt werden.
Im Februar 2019 hat man begonnen, die 125 m hohen Schornsteine von Pile One abzubauen. Drei Jahre später war der viereckige Luftverteiler abgebaut und zerlegt worden.
Kurz vor Mitternacht am 17. Juli 2022 wurde die letzte Ladung abgebrannter Brennelemente in die Chargenmaschine der Magnox-Wiederaufbereitungsanlage 205 eingespeist und in Salpetersäure aufgelöst, um das Plutonium und Uran von den radioaktiven Abfälle abzutrennen. Mit der Anlage 205 wurden seit 1964 fast 55.000 Tonnen Magnox-Brennelemente wiederaufbereitet.
Die Kosten (Stand 2013) der Stilllegung der Anlage bis 2020 wurde von der Rechnungsprüfungskommission im britischen Unterhaus auf 67,5 Mrd. Pfund Sterling (78 Mrd. Euro) geschätzt. Laut Schätzungen aus dem Jahr 2018 soll der Rückbau der Wiederaufbereitungsanlage bis zum Jahr 2120 dauern und etwa 121 Mrd. Pfund kosten. Im Jahre 2024 hat das NOA (National Audit Office) eine neue Kostenschätzung vorgelegt: 136 Mrd. Pfund (163 Mrd. Euro) und Rückbau bis frühestens 2125. Die Gesamtkosten für die Stilllegung der Anlage schätzt die NDA auf bis zu 300 Milliarden Euro.
Der Windscale Vitrification Plant soll bis 2030 operativ bleiben.

## Zwischenfälle

Grünen-Mitglied mit Sellafield-Protest-Shirt beim Parteitag 1989

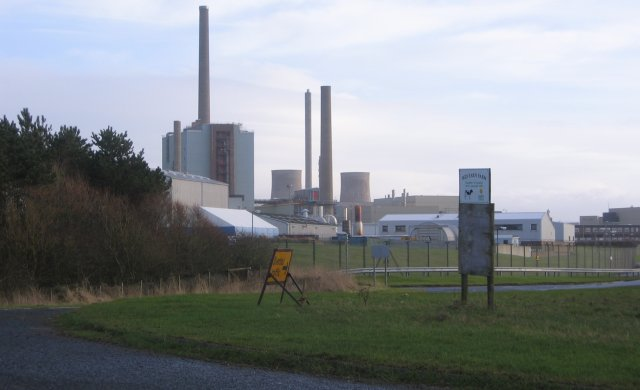
Sellafield (2005) Das Gebäude links im Bild mit Schornstein ist eine der Wiederaufarbeitungsanlagen (nicht Thorp).

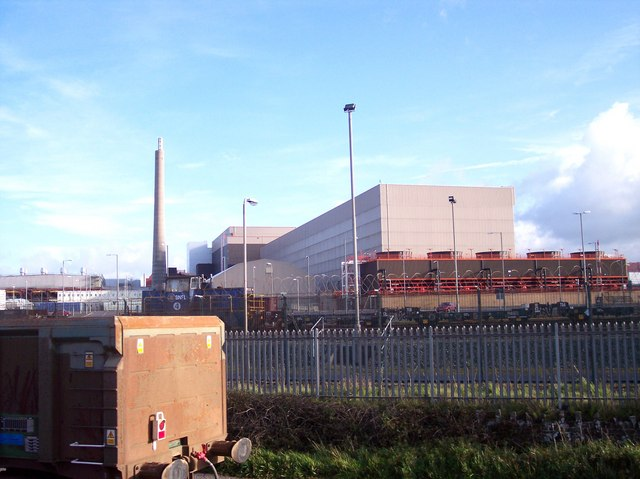
Ansicht von der Eisenbahnlinie (2008). Das Gebäude ist die Wiederaufarbeitungsanlage für oxidische Brennstoffe, Throp.

Die Sellafield Ltd berichtet ab 1. August 2017 laufend über verschiedene Vorfälle und Probleme auf der Regierungswebsite. Ältere Berichte sind über das Internet Archive verfügbar. Im Folgenden sind einige Fälle genauer beschrieben.
- Am 10. Oktober 1957 gab es im Reaktor Windscale ein Feuer, den Windscale-Brand. Nach mehreren vergeblichen Versuchen konnte das Feuer am 11. Oktober durch Wasser sowie durch das Abschalten der Luftzufuhr gelöscht werden. Es kam zu einer erheblichen Freisetzung radioaktiver Stoffe (INES 5). Die britische Regierung erließ nach dem Brand für die Umgebung ein befristetes Verbot für den Verzehr von Milch, sie verschwieg lange Zeit die Schwere des Vorfalls. Nach dem Unfall wurden beide Reaktoren stillgelegt.

- Im April 2005 wurde in Sellafield ein Leck entdeckt, durch das etwa 83.000 Liter radioaktive Flüssigkeit, bestehend aus Salpetersäure, Uran und Plutonium, monatelang unbemerkt entweichen konnten. Die Flüssigkeit wurde jedoch in der Anlage aufgefangen. Nach Betreiberangaben sind Teile der Anlage stark kontaminiert; die Gefahr einer Kontamination der Umwelt habe aber nie bestanden. Es handelt sich um den schwersten Zwischenfall in einer Atomanlage Großbritanniens seit 1992. Er wurde von der Internationalen Atomenergieorganisation als ernster Störfall (INES 3) eingestuft. Die Öffentlichkeit wurde erst Wochen danach informiert, erste Presseberichte erschienen am 9. Mai 2005. Später berichtete der „Independent on Sunday“, dass das Rohr seit August 2004 leck gewesen sei, dies aber erst am 19. April 2005 entdeckt wurde. Für den Zwischenfall wurde das britische Nuklearunternehmen British Nuclear Group (BNG), ein Subunternehmen der ehemaligen BNFL, das für die Stilllegung der Reaktoren von Sellafield zuständig ist, am 16. Oktober 2006 wegen Fahrlässigkeit zur Zahlung von 500.000 Pfund (rund 750.000 Euro) verurteilt. Die Kosten dieses Ereignisses werden auf 76 Millionen Dollar geschätzt.[35]

- Wegen erhöhten Strahlungsniveaus sind Mitarbeiter des Atomkraftwerks 2014 aufgefordert worden, zu Hause zu bleiben. Das Werk laufe weiter im normalen Betrieb, teilte der Betreiber mit. Die gestiegene Dosisleistung liege über der natürlich auftretenden, sei jedoch weit unter der, bei der Notfallmaßnahmen eingeleitet werden müssten. Tests hätten gezeigt, dass alle Anlagen korrekt und normal funktionierten. Das britische Energieministerium erklärte, es gebe keinen Anlass, an diesen Angaben des Betreibers zu zweifeln.[36]

- Im Mai 2011 wurden fünf junge Männer wegen Terrorismusverdacht in der Nähe der Anlagen festgenommen.[37]

## Radioaktive Abfallströme

### Abklingbecken FGMSP
Als besonders problematisch gilt das First Generation Magnox Storage Pond (FGMSP). Das in den 1950er Jahren errichtete Abklingbecken, das bis heute unter freiem Himmel liegt, wurde ursprünglich zur Kühlung und Lagerung abgebrannter Magnox-Brennelemente aus den ersten gasgekühlten Reaktoren Großbritanniens genutzt. Die Brennelemente sind in einer Magnesiumlegierung (Magnox) eingeschlossen, die im Wasser korrodiert. Seit der Einstellung des Betriebs 1986 lagern die Brennelemente ungeschützt im Becken, was über die Jahrzehnte zu einer komplexen, chemisch und radioaktiv belasteten Schlammschicht geführt hat. Diese enthält neben radioaktivem Material auch biologische Ablagerungen wie Algen, die das Becken regelmäßig bewuchern. Die ungeschützte Lage des Beckens führt zusätzlich zu einem weiteren Problem: Möwen, die das Wasser als Badegelegenheit nutzen, werden dabei radioaktiv kontaminiert. Wiederholt mussten die Vögel zur Vermeidung einer Verbreitung der Radioaktivität getötet werden. Um die Korrosion zu verlangsamen, wird dem Becken alkalisches Wasser zugeführt, das den pH-Wert stabil bei etwa 11,5 hält. Die Dekontaminierung erfolgt zudem schrittweise durch das Abpumpen und Filtern des Wassers über die Sellafield-Ionenaustauscheranlage (SIXEP), die das Wasser von radioaktiven Partikeln reinigt, bevor es in die Irische See abgeleitet wird. Der radioaktive Schlamm wird durch ferngesteuerte Maschinen aus dem Becken gesaugt und in große Edelstahltanks überführt, die als Zwischenlager dienen. Obwohl Fortschritte gemacht werden, bleibt die endgültige Entsorgung dieses Abfalls ungelöst. Die Überführung in ein künftiges unterirdisches Endlager steht zur Diskussion.

### Kontamination der Irischen See und Nordsee
Bei den hastigen Bemühungen, eine britische Atombombe zu bauen, wurden anfänglich (ab ca. 1952) schwachradioaktive Abfälle in die Irische See geleitet. Diese Abwässer stammen hauptsächlich aus der Wiederaufarbeitung von abgebrannten Brennelementen und aus Abwässern der Brennstofflagerung und enthalten verschiedene Aktinide und Spaltprodukte, darunter Caesium, Uran, Neptunium, Plutonium und Americium. Die Menge der abgeleiteten radioaktiven Abfälle stieg in den 1960er-Jahren an und erreichte in den 1970er-Jahren einen Höhepunkt. 
Ab diesem Zeitpunkt (1970er) wurden die Abflüsse durch die Maßnahmen und Aktivitäten der Firma British Nuclear Fuels (BNFL) stark reduziert, mit Anpassungen an strengere Grenzwerte. Eine der Anlagen ist bspw. Enhanced Actinide Removal Plant (EARP). Eine weitere Anlagen, die seit 1985 aktiv arbeitet, ist die Site Ion Exchange Effluent Plant (SIXEP). Nach Angaben von BNFL wurden bspw. die Dosen für Mitglieder der marine critical group von etwa 2 Millisievert pro Jahr in den frühen 1980er Jahren auf etwa 0,1 Millisievert pro Jahr gesenkt (Stand 2000). Die Empfehlungen der Grenzwerte stammen z. B. von der Internationalen Strahlenschutzkommission (ICRP). Auf ähnliche Weise wie bei Windscale bzw. Sellafield verklappten damals auch die USA (siehe Hanford Site) und die Sowjetunion einen Teil ihrer radioaktiven Abfälle.
Seit den 1980er-Jahren hat die Einführung neuer Abwasserbehandlungstechnologien jedoch zu einem deutlichen Rückgang der Emissionen geführt, die mittlerweile drei Größenordnungen unter den historischen Spitzenwerten liegen. Mit der Umstellung auf Stilllegung und Dekontaminierung am Standort Sellafield sollen die Einleitungen künftig weiter abnehmen.
Seit 1994 darf die Anlage in Sellafield bestimmte Radionuklide in größeren Mengen ins Meer ableiten, darunter Tritium (3H), Kohlenstoff-14 (14C), Cobalt-60 (60Co), Technetium-99 (99Tc) und Iod-129 (129I). Dagegen wurden die Ableitungen von Alpha-Strahlern, wie Plutonium- und Americium-Isotopen, reduziert. Die für deutsche Verbraucher berechnete Strahlenexposition durch den Verzehr von Fisch und Meeresfrüchten ist gering. Die jährliche Dosis lag 1998 für Verbraucher in der zentralen Nordsee bei etwa 0,08 Mikrosievert (µSv), was weniger als 0,004 % der durchschnittlichen natürlichen Strahlenbelastung (ca. 2400 µSv pro Jahr) entspricht und daher als unbedenklich gilt. Die Irische See ist besonders belastet, da dort hohe Konzentrationen verschiedener Radionuklide festgestellt wurden, die durch die regelmäßigen Einleitungen in Sellafield verursacht werden. Prognosen und Messungen britischer Behörden zeigen, dass nahe Sellafield gelegene Verbrauchergruppen, die größere Mengen Meerestiere konsumieren, einer deutlich höheren Strahlenexposition ausgesetzt sind – etwa 200 µSv im Jahr 1998.
Großbritannien ist, wie auch viele weitere Anrainerstaaten, ein Signatarstaat des Abkommens OSPAR, zum Schutz der Nordsee und Umgebung. In den Messzeiträumen 1995–2001 und 2012–2018 wurden jeweils radioaktive Entladungen von Kernanlagen gemessen und bewertet. Der Ausschuss Radioactive Substances Committee Thematic Assessment attestiert zusammenfassend in seinem Bericht für das Jahr 2023, dass „die Umweltkonzentrationen von Indikatorradionukliden im OSPAR-Meeresgebiet keine signifikanten radiologischen Auswirkungen auf den Menschen oder die Meeresumwelt haben.“
Sellafield berichtet laufend über die Einhaltung von Grenzwerten, festgelegt z. B. von der Internationale Strahlenschutzkommission (ICRP). Es erfolgt eine laufende Strahlungsüberwachung der Umgebung durch die irische Environmental Protection Agency.
Weitere aktuelle (Stand 2021) Kennzahlen zu den verschiedenen Abfallprodukten, den Grenzwerten und Zählungen (Messungen, Statistik) sind öffentlich einsehbar (Discharges and Environmental Monitoring Annual Report 2021).

## Andere Probleme

### Gehackte IT-Systeme
Im Dezember 2023 berichtete der Guardian, es seien wichtige IT-Systeme gehackt und mit Schadsoftware infiltriert worden. Die Vorfälle reichten bis ins Jahr 2015 zurück, seien vom Betreiber aber verheimlicht worden. Es sei unbekannt, ob die Schadsoftware vollständig entfernt wurde, und Quellen deuteten darauf, dass ausländische Hacker auch Zugang zu Daten der höchsten Vertraulichkeitsstufe gehabt hätten. Wegen wiederholter Versäumnisse im Bereich der Cybersicherheit habe die Atomaufsichtsbehörde (Office for Nuclear Regulation) Sondermaßnahmen eingeleitet. Die Aufsichtsbehörde bestätigte, dass die Anlage unter erheblich erhöhter Aufmerksamkeit stehe, auf Grund der laufenden Untersuchung aber keine weiteren Aussagen gemacht werden könnten. Die britische Regierung widersprach den Ausführungen des Guardian. 2024 gab der Betreiber der Nuklearanlage Sellafield zu, dass die IT-Systeme unsicher waren und entschuldigte sich für Cybersicherheitsmängel. „Die nationale Sicherheit hätte gefährdet werden können.“

### Krebscluster
In den Jahren 1955 bis 1983 wurde im britischen Dorf Seascale, nahe der Nuklearanlage Sellafield in Nordwestengland, eine auffällige Häufung von Leukämiefällen bei Kindern festgestellt. Eine ITV-Dokumentation im Jahr 1983 brachte die erhöhte Anzahl an Krankheitsfällen in die Öffentlichkeit und löste landesweite Besorgnis aus. Die Zahl der betroffenen Kinder lag mit sieben Fällen signifikant über dem statistisch erwarteten Wert von weniger als einem Fall, was Spekulationen über mögliche Ursachen, insbesondere den Einfluss radioaktiver Emissionen aus Sellafield, nach sich zog. Daraufhin wurde das Committee on Medical Aspects of Radiation in the Environment (COMARE) gegründet, das über mehrere Jahrzehnte hinweg eine Reihe von Studien durchführte. Die Untersuchungen bestätigten, dass die Rate an Leukämie und Non-Hodgkin-Lymphomen bei Kindern in Seascale zwischen den 1950er Jahren und 1990 tatsächlich erhöht war. Ähnliche Krebscluster wurden auch in der Nähe der Nuklearanlage Dounreay in Schottland dokumentiert.
Viele Studien haben mögliche Ursachen für Cluster bei Sellafield und anderen Nuklearanlagen untersucht. Im Fokus stand zunächst die Strahlung, die mit den Aktivitäten der Anlagen in Verbindung gebracht wurde. Die Ergebnisse zeigen, dass die Strahlendosen aus geplanten Freisetzungen zu gering waren, um die beobachteten Fälle von Leukämie bei Kindern zu erklären. Auch die unabsichtlichen Freisetzungen aus der Sellafield-Anlage werden als unwahrscheinliche Ursache angesehen. Verschiedene Mechanismen im Zusammenhang mit Strahlung wurden analysiert und ausgeschlossen. Obwohl keine eindeutige Erklärung für das Leukämie-Cluster in Sellafield gefunden wurde, wird als eine plausible Hypothese angesehen, dass in neu zusammengesetzten Gemeinschaften Infektionen auf anfällige Personen übertragen werden und in seltenen Fällen Leukämie auslösen können.

### Organ-Skandal
Zwischen 1960 und 1991 wurden in Sellafield sowie an weiteren Standorten nuklearer Anlagen Organe verstorbener Arbeiter ohne Einwilligung entnommen und für Strahlenforschungen genutzt. Eine Untersuchung unter Leitung des Kronanwalts Michael Redfern deckte auf, dass in 64 Fällen bei Sellafield-Mitarbeitern und in 12 weiteren Fällen an anderen Standorten wie Springfields und Aldermaston Organe entnommen wurden, ohne die Angehörigen zu informieren. Die Betroffenen wurden beerdigt oder kremiert, ohne dass ihre Familien von den umfassenden Organentnahmen wussten. Die Praxis umfasste eine breite Palette von Organen. Häufig entnommen wurden Leber, Lungen, Wirbel, Rippen, Lymphknoten, Milz und Nieren, seltener auch Gehirne, Herzen und Hoden. Die meisten Obduktionen wurden von Pathologen des West Cumberland Hospitals durchgeführt, wobei eine „informelle Vereinbarung“ bestand, wonach der Betriebsarzt von Sellafield benachrichtigt wurde. Viele der Entnahmen hatten keinerlei Bezug zur Todesursache. Redfern kritisierte insbesondere die enge Zusammenarbeit zwischen Pathologen, Coronern und Sellafield-Medizinern, die häufig zu Gesetzesverstößen führte. Die Untersuchung zeigte, dass Pathologen Organe entnahmen, ohne die gesetzlich vorgeschriebene Zustimmung einzuholen. Einige Coroner ignorierten Post-mortem-Berichte, andere duldeten bewusst die unrechtmäßigen Praktiken. Die Vorgänge verstießen gegen den Human Tissue Act von 1961, der Entnahmen nur mit Zustimmung des Verstorbenen oder der Angehörigen erlaubt. Knochen wurden sogar durch Besenstiele ersetzt, damit bei den Beerdigungen niemand Verdacht schöpfte. Redfern betonte, dass die Würde der Verstorbenen massiv verletzt worden sei. Viele Angehörige fühlten sich betrogen und verstört. Gewerkschaften und Arbeitnehmervertretungen wie die GMB verurteilten die Vorgänge, betonten jedoch den Nutzen medizinischer Forschung zur Bewertung von Gesundheitsrisiken.
Im Jahr 2010 entschuldigte sich die britische Regierung für die Vorfälle. Eine vollständige Aufarbeitung wurde unter dem Titel The Redfern Inquiry veröffentlicht.